# 阿漕駅 (茨城県)
阿漕駅（あこぎえき）は、茨城県那珂郡村松村（現：那珂郡東海村）にかつて設置されていた、村松軌道の駅（廃駅）である。
村松軌道の廃止に伴い1933年（昭和8年）2月15日に廃駅となった。

## 概要
村松軌道は村松虚空蔵尊への参拝客の輸送を目的として整備され、当駅が村松虚空蔵尊の最寄り駅であった。しかし、駅から村松虚空蔵尊まで距離があり、村松虚空蔵尊の門前まで乗り入れる乗合自動車に対し当初から不利であったため、開業からわずか7年で廃駅となった。

## 歴史
- 1926年（大正15年）4月24日：村松軌道の駅として開業。
- 1933年（昭和8年）2月15日：路線廃止に伴い、廃駅となる。

## 駅構造
地上駅であるが、ホームの構造は不明である。

## 駅周辺
- 村松虚空蔵尊
- 阿漕ヶ浦公園
  - 阿漕ヶ浦
- 原子力科学館
- 国道245号
- 茨城県道62号常陸那珂港山方線（原研通り）

## 現況
跡地は阿漕ヶ浦公園として整備されたが、駅に関する遺構は何も残っていない。

## その他
- 村松虚空蔵尊へのアクセスを改善するため、阿漕 - 村松間（約0.7 km）を延伸する計画があった。
- 2等車運賃が23銭、3等車運賃が15銭となっている[1]。

## 隣の駅
村松軌道
村松軌道線
真崎駅 - 阿漕駅